# فصة مشعشعة
الفصة المشعشعة نوع نباتي يتبع جنس الفصة من الفصيلة البقولية. اسمه العلمي (باللاتينية: Medicago radiata).

## الموئل والانتشار
موطنها بلاد الشام وتركيا وأرمينيا.

## الوصف النباتي
نبات عشبي حولي. كبقية أنواع الفصة، تتكون ورقة الفصة المشعشعة من ثلاث وريقات.

## مرادفات للاسم العلمي
- (باللاتينية: Melissitus radiatus (L.) Latsch.)
- (باللاتينية: Nephromedia radiata (L.) Kostel.)
- (باللاتينية: Pseudomelissitus radiatus (L.) Ovcz. ,Rassulova & Kinzik.)
- (باللاتينية: Radiata glabra Ovcz. ,Rassulova & Kinzik.)
- (باللاتينية: Radiata leiocarpa Sojak)
- (باللاتينية: Trigonella radiata (L.) Boiss.)